# Work Bitch
Work Bitch (stilisiert als Work B**ch!) ist ein Lied der US-amerikanischen Pop-Sängerin Britney Spears. Es wurde als Lead-Single aus ihrem achten Studioalbum Britney Jean am 15. September 2013 veröffentlicht.

## Hintergrund
Bereits 2012 arbeitete Spears mit Will.i.am an dem Song Scream & Shout zusammen, der sich als enormer kommerzieller Erfolg im Laufe des Jahres 2013 erwies; im März 2013 bestätigte die Sängerin daraufhin, dass Will.i.am als Executive Producer des achten Studioalbums fungiert. Ende August 2013 wurde ferner bestätigt, dass Spears sich mit Gesangs- und Tanztrainer auf ein neues Album vorbereite.
An Work Bitch hat Spears mitgeschrieben; das Lied entstand in Zusammenarbeit mit Will.i.am, Otto Jettman, Sebastian Ingrosso, Anthony Preston und Ruth-Anne Cunningham. Die Abmischung erfolgte durch Joe Peluso. Am 15. September 2013 wurde es von RCA Records als erste Singleauskopplung des achten Studioalbums verfrüht veröffentlicht, nachdem das Lied am Tag zuvor illegal ins Netz gestellt worden war.
Das Musikvideo wurde in Malibu (Kalifornien) gedreht; Regisseur war Ben Mor. Wegen der gewagten Inhalte darf Work Bitch in Großbritannien erst ab 22 Uhr gezeigt werden. Work Bitch ist Bestandteil ihrer Las-Vegas-Show Britney: Piece of Me.

## Komposition
Work Bitch enthält einen Beat des schwedischen DJs Otto Knows. Knows Manager Sebastian Ingrosso wird ebenfalls als Autor des Liedes gelistet, obwohl dieser laut eigener Aussage gar nicht am Text beteiligt gewesen ist. Das im Viervierteltakt und E-Moll komponierte Lied besitzt ein Tempo von 124 Schlägen pro Minute. Der Stimmumfang geht von h3 bis h4.

## Kritik
Work Bitch erhielt überwiegend positive Kritiken. Im Rahmen der Albumrezension zu Britney Jean gab Sven Kabelitz von Laut.de an, dass „Work Bitch, das sämtlichen Tinnef zusammenfasst, den ich [der Redakteur] bisher verspottet habe, mir Spaß macht“. Stephan Müller von Plattentests.de nannte den Song schlicht „zweifelsohne ein Clubbrett“. Der Rolling Stone gab dem Lied vier von fünf Sternen und schrieb: „Will.i.am fertigt den perfekten Entwurf für eine neue Britney an: Ein Mordsding, das leicht zu singen ist“. „Work Bitch fühlt sich ein bisschen an wie ein Bündel Phrasen und Melodieschnipsel auf der Jagd nach einem passenden Song, wobei das Endergebnis dann doch ansprechender ist“, schrieb der Guardian über Work Bitch.

## Kommerzieller Erfolg

### Chartplatzierungen
Work Bitch konnte im deutschsprachigen Raum nicht an die Erfolge von Spears früheren Singles anknüpfen. In die deutschen Singlecharts stieg der Song am 27. September 2013 auf Platz 41 ein. In der vierten Chartwoche konnte mit Platz 36 die beste Platzierung erreicht werden. Insgesamt verbrachte das Lied zwölf Wochen in diesen Charts. Auch in den Ö3 Austria Top 40 und in der Schweizer Hitparade verpasste der Song den Sprung in die Top-20. In den britischen Singlecharts stieg Work Bitch am 16. November 2013 direkt auf Platz 7 ein, es ist somit Spears 25. Top-10-Erfolg im Vereinigten Königreich. Dennoch fiel der Song bereits in der folgenden Woche aus den Top-20 und konnte sich insgesamt nur fünf Wochen in diesen Singlecharts platzieren.
In den Billboard Hot 100 debütierte der Song auf Platz 12. In der zweiten Chartwoche fiel Work Bitch zurück auf Platz 41, im Rahmen des Veröffentlichung des Musikvideos konnte das Lied in der dritten Chartwoche wieder auf Platz 13 steigen. Es ist Spears 31. Charterfolg in den Vereinigten Staaten. Für über 1 Million verkaufter Exemplare wurde das Lied im Februar 2018 von der Recording Industry Association of America mit einer Platin-Schallplatte ausgezeichnet. Weitere Top-10-Platzierungen gelangen dem Song in Frankreich (Platz 6), Italien (Platz 6) und Spanien (Platz 8).
| ChartsChartplatzierungen       | Höchstplatzierung | Wochen |
| ------------------------------ | ----------------- | ------ |
| Deutschland (GfK)              | 36 (12 Wo.)       | 12     |
| Österreich (Ö3)                | 37 (8 Wo.)        | 8      |
| Schweiz (IFPI)                 | 25 (11 Wo.)       | 11     |
| Vereinigte Staaten (Billboard) | 12 (13 Wo.)       | 13     |
| Vereinigtes Königreich (OCC)   | 7 (5 Wo.)         | 5      |

### Auszeichnungen für Musikverkäufe
Work Bitch wurde weltweit mit 5× Gold und 4× Platin ausgezeichnet. Damit wurden laut Auszeichnungen über 2,6 Millionen Einheiten der Single verkauft (inklusive Premium-Streaming).
| Land/Region                  | Auszeichnungen für Musikverkäufe (Land/Region, Auszeichnung, Verkäufe) | Verkäufe  |
| ---------------------------- | ---------------------------------------------------------------------- | --------- |
| Australien (ARIA)            | Gold                                                                   | 35.000    |
| Frankreich (SNEP)            | —                                                                      | 34.200    |
| Italien (FIMI)               | Gold                                                                   | 15.000    |
| Kanada (MC)                  | Platin                                                                 | 80.000    |
| Mexiko (AMPROFON)            | Gold                                                                   | 30.000    |
| Neuseeland (RMNZ)            | Gold                                                                   | 7.500     |
| Schweden (IFPI)              | Platin                                                                 | 40.000    |
| Vereinigte Staaten (RIAA)    | 2× Platin                                                              | 2.000.000 |
| Vereinigtes Königreich (BPI) | Gold                                                                   | 400.000   |
| Insgesamt                    | 5× Gold · 4× Platin ·                                                  | 2.641.700 |

Hauptartikel: Britney Spears/Auszeichnungen für Musikverkäufe

## Formate
Download
1. Work B**ch! – 4:07

Single-CD (D/AT/CH - VÖ: 18. Oktober 2013)
1. Work B**ch! (Main Version) – 4:08
2. Work B**ch! (Instrumental Version) – 4:07